# Таблетоманија
Таблетоманија је прекомерно континуирано узимање таблета аналгетичког, седативног или хипнотичког карактера уз стварање зависности. Ствара илузију да се сви проблеми могу решити узимањем медикамената, без других облика терапије.